# María Mercedes Pacheco
Pour les articles homonymes, voir Pacheco.
María Mercedes Pacheco (née le 15 septembre 1976) est une actrice équatorienne connue pour ses interprétations de divers rôles de télévision, ainsi que pour son travail de présentatrice pour des programmes télévisés. Elle connue pour son interprétation du rôle d'Estrellita Vespertina dans la série comique El Combo Amarillo sur Ecuavisa.

## Carrière
Pacheco fait ses premiers pas à la télévision vers la fin des années 1990, dans le programme de sketchs comiques Ni en Vivo Ni en Directo, auquel elle participe avec Fernando Villarroel, Sofía Caiche, Vicente Romero, José Northia et Álex Plúas. Elle a également fait partie des productions de TC Televisión telles que Mi Recinto, Joselito, et a participé à la telenovela Sharon la Hechicera sur Ecuavisa. De plus, elle a également été l'animatrice de l'émission show business Vamos Con Todo sur RTS. 
Elle est également connue pour son interprétation du rôle d'Estrellita Vespertina dans la série comique El Combo Amarillo sur Ecuavisa. 
En 2022, elle joue avec Hilda Saraguayo, également actrice équatorienne, dans la pièce Amigas y rivales, mise en scène par Jorge Toledo au Teatro Centro de Arte.  

## Vie privée
Bien qu'elle désire préserver tant que possible sa vie privée hors de sa vie professionnelle, elle accepte de discuter de son statut de célibataire dans le programme RTS de juin 2019.

## Filmographie

### Télévision
| Année     | Titre                    | Rôle                                   |
| --------- | ------------------------ | -------------------------------------- |
| 2018-2019 | Sharon la Hechicera      | Esperanza Cisneros de Bermeo           |
| 2017      | Lo que está pa' ti       | Juliana, mère de Amar y Cangrejo       |
| 2017      | La Trinity               | Dolores Mogollón de Suárez #2          |
| 2011-2016 | El Combo Amarillo        | Estrellita Vespertina Loor de Martínez |
| 2011      | La panaderia             | Divers personnages                     |
| 2010      | La taxista               | Estrellita Vespertina Loor de Martínez |
| 2004      | Jocelito                 | Marisela Vasconcellos                  |
| 2001-2006 | Mi recinto               | Comadre Vaca Loca                      |
| 1999-2006 | Ni en Vivo Ni en Directo | Varios Personajes de Parodias          |

### Cinéma
- 2016 : Sin muertos no hay carnaval (es) de Sebastián Cordero[7],[8].

### Programmes
| Année     | Programme     | Rôle          |
| --------- | ------------- | ------------- |
| 2015-2017 | Vamos conTodo | Présentatrice |
| 2012-2013 | Asi somos     | Présentatrice |